# Egone
Egone is een geslacht van vlinders van de familie spinneruilen (Erebidae), uit de onderfamilie Calpinae.

## Soorten
- E. atrisquamata Hampson, 1926
- E. bipunctalis Walker, 1863
- E. scotaea Turner, 1902